# 森尼賽德 (喬治亞州)
森尼塞德（英語：Sunny Side）是一個位於美國喬治亞州斯波爾丁縣的城市。

## 地理
森尼塞德的座標為33°20′30″N 84°17′25″W / 33.34167°N 84.29028°W，而該地的平均海拔高度為283米（即928英尺）。

## 人口
根據2010年美國人口普查的數據，森尼塞德的面積為0.50平方千米，當中陸地面積為0.50平方千米，而水域面積為0.00平方千米。當地共有人口134人，而人口密度為每平方千米268人。